# Isole di Magee
Le isole di Magee (in russo Острова Мак-Ги, ostrova Mak-Gi) sono un gruppo di piccole isole russe nell'Oceano Artico che fanno parte della Terra di Zichy nell'arcipelago della Terra di Francesco Giuseppe.
Le isole sono state così chiamate in onore di Billy Magee, membro della spedizione artica di 3000 miglia di Ernest Oberholtzer nel 1912.

## Geografia
Le isole di Magee sono un gruppo di 2 isole che si trovano nella parte nord della Terra di Zichy, nel canale Italiano (пролив Итальянский), 1 km a sud della costa meridionale dell'isola di Jackson, e 4 km a nord dell'isola di Payer. La maggiore delle due isole ha un'altezza di 52 m ed è lunga 2 km, l'altra è lunga 800 m. Sono entrambe libere dal ghiaccio